# میلیارینو
میلیارینو (به ایتالیایی: Migliarino) یک منطقهٔ مسکونی در ایتالیا است که در استان فرارا واقع شده‌است. میلیارینو ۳۵٫۴ کیلومتر مربع مساحت و ۳٬۶۸۱ نفر جمعیت دارد و ۲ متر بالاتر از سطح دریا واقع شده‌است.

## خواهرخوانده
شهر گرس (فرانسه) خواهرخواندهٔ میلیارینو هست.